# بخش کریک ایزلند (شهرستان جفرسون، اوهایو)
بخش کریک ایزلند (به انگلیسی: Island Creek Township) یک منطقهٔ مسکونی در ایالات متحده آمریکا است که در شهرستان جفرسون، اوهایو واقع شده‌است.
 بخش کریک ایزلند ۱۰۶٫۹ کیلومتر مربع مساحت و ۱۰٬۵۴۶ نفر جمعیت دارد و ۳۸۱ متر بالاتر از سطح دریا واقع شده‌است.